# De Vicq

Geslachtswapen (1924)

De Vicq (ook: Van Bredehoff de Vicq en: Van Bredehoff de Vicq van Oosthuizen) is een Nederlandse, oorspronkelijk Zuid-Nederlandse familie waarvan een tak in 1924 tot de Nederlandse adel ging behoren.

## Geschiedenis
De stamreeks begint met de lakenkoper Jacob de Vicq (†1575), wiens in Antwerpen gedoopte zoon Mattheus zich in 1596 in Amsterdam vestigde en de stamvader werd van het Nederlandse geslacht. Daar bekleedden leden van de familie functies in het stadsbestuur. Later vestigen ze zich in Hoorn en gingen zij deel uitmaken van het regentenpatriciaat.
Een afstammeling werd in 1924 verheven in de Nederlandse adel en werd daarmee de stamvader van de Nederlandse adellijke tak. In 1968 werd de familie opgenomen in het genealogische naslagwerk Nederland's Patriciaat, met inbegrip van de nog bestaande niet-adellijke tak.
Jacob  de Vicq en zijn broer Mattheus waren vermoedelijk doopsgezind en kwamen uit Niepkerke (Nieppe) in de Franse Westhoek. Een verband met de adellijke familie De Vicq de Cumptich, die uit dezelfde omgeving stamt, is niet aangetoond. Leden van deze familie werden in 1848 erkend in de Belgische adel. Evenmin familie is de Amsterdamse notaris mr. Jan de Vicq junior (1687-1752), nakomeling van een geslacht van juweliers en edelsmeden dat uit Hamburg stamde.

## Enkele telgen
Jacob de Vicq (†1575), lakenkoper te Antwerpen
- Mattheus de Vicq (1571-1637), lakenkoper, vestigde zich in 1596 in Amsterdam
  - dr. Francois de Vicq (1603-1678), geneesheer, raad van Amsterdam
    - François de Vicq (1646-1707), schepen, raad en burgemeester van Amsterdam; trouwde in 1667 Aletta Pancras (1649-1707)
      - Petronella de Vicq (1670-1712); trouwde in 1697 met mr. Balthasar Scott (1672-1741), burgemeester van Amsterdam
      - mr. Nicolaas de Vicq (1672-1713), heemraad, schepen, dijkgraaf en baljuw Watergraafs- of Diemermeer
        - Magdalena Wilhelmina de Vicq (1705-1727); trouwde in 1727 met mr. Abraham Alewijn (1707-1755), onder andere raadsheer Hoge Raad van Holland, Zeeland en Westfriesland

      - mr. Gerbrand de Vicq (1674-1712), secretaris, raad en burgemeester van Hoorn
        - Margaretha de Vicq (1702-1746); trouwde in 1727 met mr. Dirk de Jonge (1701-1741), raad en schepen van Alkmaar
        - mr. François de Vicq (1705-1780), raad en burgemeester van Hoorn; trouwde in 1729 met Maria Jacoba van Bredehoff (1711-1772), dochter van Jacob Josias van Bredehoff, heer van Hobrede
          - Catharina Agatha de Vicq (1730-1803); trouwde in 1753 met mr. Joan van Bredehoff, heer van Oosthuizen en Pijlsweert (1729-1795), raad, schepen en burgemeester van Hoorn
          - mr. Gerbrand de Vicq, heer van Oosthuizen, Etersheim, Hobrede, Kwadijk en Schardam (1736-1813), schepen van Hoorn
            - Maria Jacoba de Vicq (1763-1824); trouwde in 1783 met mr. Christi(a)an Jan van de Blocquery (1758-1828), secretaris van Hoorn
            - Maria Elisabeth de Vicq (1772-1838); trouwde in 1794 met mr. Lucas Merens (1767-1794), schepen van Hoorn; trouwde in 1797 met ds. Bernardus van Marken (1766-1837), predikant te Hoorn
            - mr. François van Bredehoff de Vicq, heer van Oosthuizen, Etersheim, Hobrede, Kwadijk en Schardam (1781-1849), president arrondissementsrechtbank te Hoorn, dijkgraaf van de Beemster, president-hoofd-ingeland van de Zijpe en de Hazepolder, lid provinciale staten van Noord-Holland, lid gemeenteraad van Hoorn
              - mr. Nanning van Bredehoff de Vicq, heer van Oosthuizen, Etersheim, Hobrede, Kwadijk en Schardam (1814-1852), verkreeg naamstoevoeging bij K.B. d.d. 13 juni 1846, nr. 142, stamvader van de tak van Bredehoff de Vicq, burgemeester van Oosthuizen en kantonrechter te Purmerend; hij trouwde in 1844 met Cornelia Petronella Weggeman Guldemont (1818-1896), dochter van rechter en politicus Cornelis Weggeman Guldemont (1775-1855) 
                - mr. François van Bredehoff de Vicq van Oosthuizen, heer van Oosthuizen, Etersheim, Hobrede, Kwadijk en Schardam (1849-1915), stamvader van de tak van Bredehoff de Vicq van Oosthuizen, kantonrechter te Purmerend
                  - ir. Nanning Pieter Johannes van Bredehoff de Vicq van Oosthuizen, heer van Oosthuizen, Etersheim, Hobrede, Kwadijk en Schardam (1904-1978), wetenschappelijk medewerker Commonwealth Bureau of Dairy Science and Technology te Shinfield (Berkshire, Eng.)
                    - Renée van Bredehoff de Vicq van Oosthuizen (1947)
                    - Andrew van Bredehoff de Vicq van Oosthuizen (1951)

              - dr. François Nanning de Vicq (1818-1869), arts te Amsterdam, heemraad van de Beemster
              - mr. Willem Christiaan Jan de Vicq (1819-1892), burgemeester van Hoorn, lid Provinciale Staten van Noord-Holland; trouwde in 1850 met Henrica Maria Carbasius (1830-1906), lid van de familie Carbasius die schilderijen legateerde aan het museum te Hoorn
              - Christina Johanna de Vicq (1820-1860); trouwde in 1841 met jhr. mr. Dirk van Akerlaken (1815-1892), president arrondissementsrechtbank te Hoorn, wethouder van Hoorn, lid provinciale staten van Noord-Holland, lid Tweede Kamer en Eerste Kamer der Staten-Generaal, lid van de familie Van Akerlaken
              - Joan Adriaan de Vicq (1823-1864), gemeentesecretaris en burgemeester van Zwaag
                - mr. Joan Adriaan de Vicq (1857-1899), consul-generaal der Nederlanden te Melbourne, later te Singapore[2]
                - jhr. ir. Nicolaas de Vicq (1861-1935), hoofdingenieur en chef Dienst van het Stoomwezen in Nederlands-Indië, verheven in de Nederlandse adel bij Koninklijk Besluit van 22 oktober 1924 en daarmee stamvader van de adellijke tak

          - Jacob Josias de Vicq (1737-1793), schepen van Hoorn
          - mr. François de Vicq (1741-1782), schepen van Hoorn

## Galerij

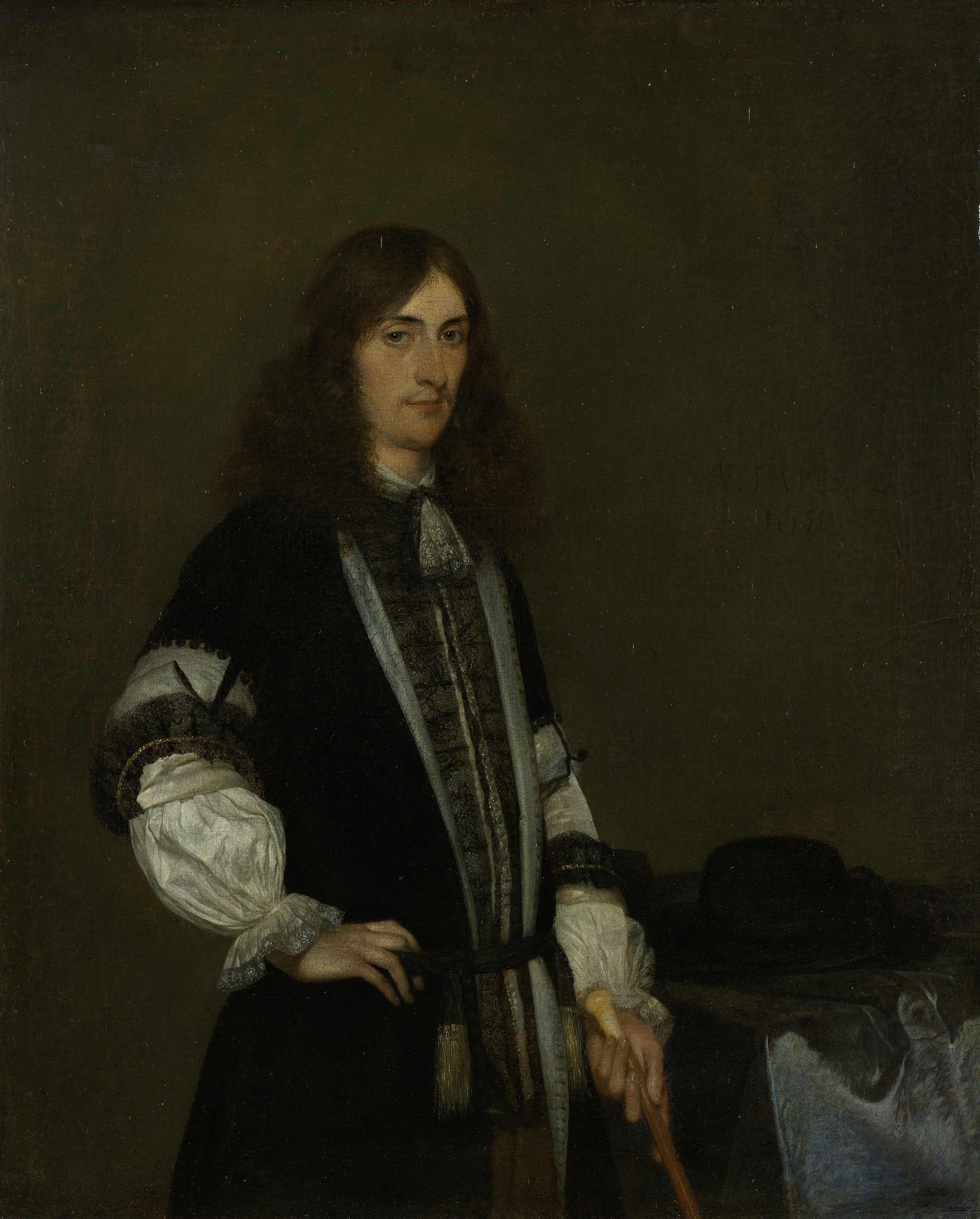
Gerard ter Borch, François de Vicq. 1670. Amsterdam, Rijksmuseum.
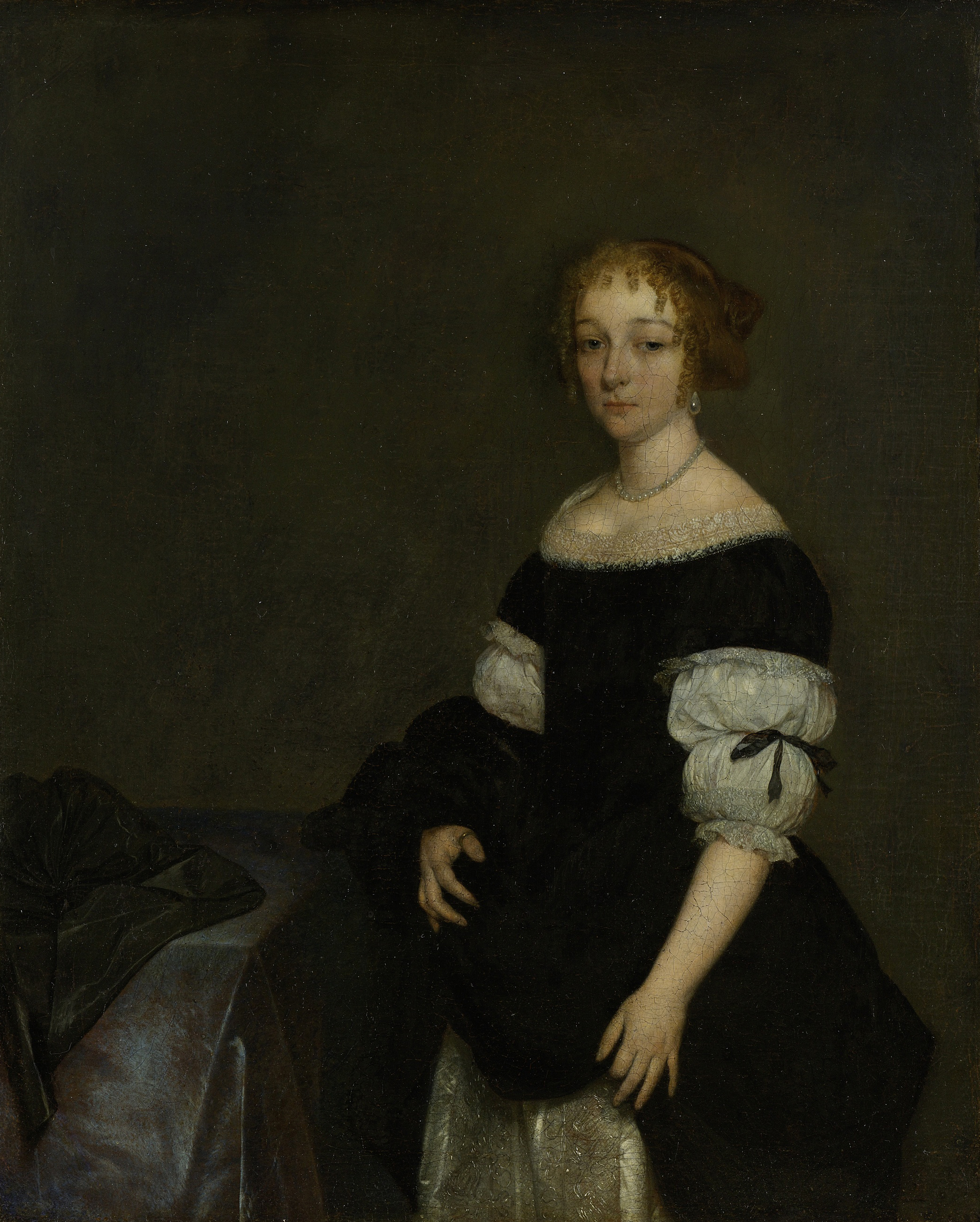
Gerard ter Borch, Aletta Pancras. 1670. Amsterdam, Rijksmuseum.